# Liste over romerske diktatorer
En liste over alle de romerske diktatorer og magistri equitum kendt fra antikke kilder. I nogle tilfælde er navnene eller datoerne blevet udledt af moderne historikere.

## Latinske termer og vendinger
Romerske diktatorer blev normalt udnævnt til et bestemt formål, eller causa, hvilket begrænsede omfanget af deres aktiviteter. De vigtigste causae var rei gerundae (et generelt formål, som normalt omfattede at lede en hær i felten mod en bestemt fjende), clavi figendi (etvigtig religiøs ritual, der involverer at slå et søm ind i væggen af Jupiter Optimus Maximus-templet), og comitiorum habendorum (afholdelsen af comitia til at vælge magistrater, når konsulerne ikke var i stand til det).
Andre årsager inkluderede ludorum faciendorum, afholdelse Ludi Romani (romerske lege), en vigtig religiøs festival; ferarium constituendarum (etablering af en religiøs festival som reaktion på alvorlige forvarsler); seditionis sedandae (undertrykkelse af oprør/uro); og i et særligt tilfælde, senatus legendi (fylde senatets rækker op/udpege nye senatorer efter slaget ved Cannae).
Den causa, der blev givet i slutningen af republikken for diktaturerne Sulla og Cæsar, var nye, idet de tildelte beføjelser oversteg dem, der traditionelt set var blevet tildelt en romersk diktator. Ved legibus faciendis et rei publicae constituendae causa fik Sulla beføjelse til at omskrive lovene og revidere den romerske stats forfatning; af diktator perpetuo rei publicae constituendae causa blev Cæsar udnævnt til diktator for evigt, og fik magten til at revidere forfatningen.
De forskellige causae blev måske ikke juridisk adskilt fra hinanden før 368 f.Kr., da Publius Manlius Capitolinus blev udnævnt til diktator seditionis sedandae et rei gerundae causa. Den præcise formulering af hver causa, som senere blev rapporteret af antikke historikere, kan kun dateres til Manlius' diktatur, i hvilket tilfælde de causae, der tilskrives tidligere diktatorer, må være tilskrevet på et senere tidspunkt.

### Andre betegnelser
- abdicavit – abdicerede eller sagde op.
- mortuus est – døde i embedet.
- non iniit – ikke indviet.
- occisus est – dræbt
- sine magistro equitum – uden magister equitum.

De romertal – som er angivet efter et navn – indikerer, at den pågældende diktator eller magister equitum for det år tidligere havde haft det samme magistrat. De causae, der er anført i tabellen, er i vid udstrækning baseret på T.R.S. Broughton's "The Magistrates of the Roman Republic", der rapporterer dem, som er givet i forskellige antikke kilder. For tilfælde, hvor der ikke er angivet nogen causa, kan rei gerundae normalt udledes.

## Liste over diktatorer ogmagistri equitum

### 6. og 5. århundrede f.Kr
| År f.Kr | År AUC | Diktator                             | Magister equitum                   | Noter               |
| ------- | ------ | ------------------------------------ | ---------------------------------- | ------------------- |
| 501     | 253    | Titus Larcius Flavus                 | Spurius Cassius Vecellinus         | rei gerundae causa  |
| 496     | 255    | Aulus Postumius Albus Regillensis    | Titus Aebutius Helva               |                     |
| 494     | 260    | Manius Valerius Volusus Maximus      | Quintus Servilius Priscus Structus |                     |
| 463     | 291    | (Gaius Aemilius Mamercus)            | ukendt                             | clavi figendi causa |
| 458     | 296    | Lucius Quinctius Cincinnatus         | Lucius Tarquitius Flaccus          |                     |
| 439     | 315    | Lucius Quinctius Cincinnatus II      | Gaius Servilius Ahala              |                     |
| 437     | 317    | Mamercus Aemilius Mamercinus         | Lucius Quinctius Cincinnatus       |                     |
| 435     | 319    | Quintus Servilius Priscus Fidenas    | Postumus Aebutius Helva Cornicen   |                     |
| 434     | 320    | Mamercus Aemilius Mamercinus II      | Aulus Postumius Tubertus           |                     |
| 431     | 323    | Aulus Postumius Tubertus             | Lucius Julius Iullus               |                     |
| 426     | 328    | Mamercus Aemilius Mamercinus III     | Aulus Cornelius Cossus             |                     |
| 418     | 336    | Quintus Servilius Priscus Fidenas II | Gaius Servilius Axilla             |                     |
| 408     | 346    | Publius Cornelius Rutilus Cossus     | Gaius Servilius Ahala              |                     |

### 4. århundrede f.Kr
| År f.Kr | ÅrAUC | Diktator                                                               | Magister equitum                                                 | Noter                                                             |
| ------- | ----- | ---------------------------------------------------------------------- | ---------------------------------------------------------------- | ----------------------------------------------------------------- |
| 396     | 358   | Marcus Furius Camillus                                                 | Publius Cornelius Maluginensis                                   |                                                                   |
| 390     | 364   | Marcus Furius Camillus II                                              | Lucius Valerius Potitus                                          |                                                                   |
| 389     | 365   | Marcus Furius Camillus III                                             | Gaius Servilius Ahala                                            |                                                                   |
| 385     | 369   | Aulus Cornelius Cossus                                                 | Titus Quinctius Cincinnatus Capitolinus                          |                                                                   |
| 380     | 374   | Titus Quinctius Cincinnatus Capitolinus                                | Aulus Sempronius Atratinus                                       |                                                                   |
| 368     | 386   | Marcus Furius Camillus IV                                              | Lucius Aemilius Mamercinus                                       | rei gerundae causa                                                |
| 368     | 386   | Publius Manlius Capitolinus                                            | Gaius Licinius Calvus                                            | seditionis sedandae et rei gerundae causa                         |
| 367     | 387   | Marcus Furius Camillus V                                               | Titus Quinctius Cincinnatus Capitolinus                          | rei gerundae causa                                                |
| 363     | 391   | Lucius Manlius Capitolinus Imperiosus                                  | Lucius Pinarius Natta                                            | clavi figendi causa                                               |
| 362     | 392   | Appius Claudius Crassus Regillensis                                    | Publius Cornelius Scapula? Mucius Scaevola?                      |                                                                   |
| 361     | 393   | Titus Quinctius Pennus Capitolinus Crispinus                           | Servius Cornelius Maluginensis                                   | rei gerundae causa                                                |
| 360     | 394   | Quintus Servilius Ahala                                                | Titus Quinctius Pennus Capitolinus Crispinus                     | rei gerundae causa                                                |
| 358     | 396   | Gaius Sulpicius Peticus                                                | Marcus Valerius Poplicola                                        |                                                                   |
| 356     | 398   | Gaius Marcius Rutilus                                                  | Gaius Plautius Proculus                                          |                                                                   |
| 353     | 401   | Titus Manlius Imperiosus Torquatus                                     | Aulus Cornelius Cossus Arvina                                    |                                                                   |
| 352     | 402   | Gaius Julius Iulus                                                     | Lucius Aemilius Mamercinus                                       |                                                                   |
| 351     | 403   | Marcus Fabius Ambustus                                                 | Quintus Servilius Ahala                                          | comitiorum habendorum causa                                       |
| 350     | 404   | Lucius Furius Camillus                                                 | Publius Cornelius Scipio                                         | comitiorum habendorum causa                                       |
| 349     | 405   | Titus Manlius Imperiosus Torquatus II                                  | Aulus Cornelius Cossus Arvina II                                 | comitiorum habendorum causa                                       |
| 348     | 406   | (Gaius Claudius Crassinus Regillensis)                                 | (Gaius Livius Denter)                                            | comitiorum habendorum causa; names uncertain.                     |
| 345     | 409   | Lucius Furius Camillus II                                              | Gnaeus Manlius Capitolinus Imperiosus                            |                                                                   |
| 344     | 410   | Publius Valerius Poplicola                                             | Quintus Fabius Ambustus                                          | ferarium constituendarum causa                                    |
| 342     | 412   | Marcus Valerius Corvus                                                 | Lucius Aemilius Mamercinus Privernas                             |                                                                   |
| 340     | 414   | Lucius Papirius Crassus                                                | Lucius Papirius Cursor                                           |                                                                   |
| 339     | 415   | Quintus Publilius Philo                                                | Decimus Junius Brutus Scaeva                                     |                                                                   |
| 337     | 417   | Gaius Claudius Inregillensis                                           | Gaius Claudius Hortator                                          | abdicavit                                                         |
| 335     | 419   | Lucius Aemilius Mamercinus Privernas                                   | Quintus Publilius Philo                                          | comitiorum habendorum causa                                       |
| 334     | 420   | Publius Cornelius Rufinus                                              | Marcus Antonius                                                  | abdicavit; 333 det første af "diktatorårene".                     |
| 332     | 422   | Marcus Papirius Crassus                                                | Publius Valerius Poplicola                                       |                                                                   |
| 331     | 423   | Gnaeus Quinctilius Varus Gnaeus Quinctius Capitolinus                  | Lucius Valerius Potitus                                          | clavi figendi causa                                               |
| 327     | 427   | Marcus Claudius Marcellus                                              | Spurius Postumius Albinus                                        | comitiorum habendorum causa; abdicavit                            |
| 325     | 429   | Lucius Papirius Cursor                                                 | Quintus Fabius Maximus Rullianus                                 | rei gerundae causa; 324 det andet af "diktatorårene".             |
| 322     | 432   | Aulus Cornelius Cossus Arvina                                          | Marcus Fabius Ambustus                                           | rei gerundae (for a general purpose) eller ludi faciendorum causa |
| 321     | 433   | Quintus Fabius Ambustus                                                | Publius Aelius Paetus                                            | comitiorum habendorum causa; abdicavit                            |
| 321     | 433   | Marcus Aemilius Papus                                                  | Lucius Valerius Flaccus                                          | comitiorum habendorum causa                                       |
| 320     | 434   | Gaius Maenius                                                          | Marcus Foslius Flaccinator                                       | causa uncertain.                                                  |
| 320     | 434   | Lucius Cornelius Lentulus                                              | Lucius Papirius Cursor II                                        |                                                                   |
| 320     | 434   | Titus Manlius Imperiosus Torquatus III                                 | Lucius Papirius Cursor III                                       |                                                                   |
| 316     | 438   | Lucius Aemilius Mamercinus Privernas II                                | Lucius Fulvius Curvus                                            | rei gerundae causa                                                |
| 315     | 439   | Quintus Fabius Maximus Rullianus                                       | Quintus Aulius Cerretanus Gaius Fabius Ambustus                  | rei gerundae causa                                                |
| 314     | 440   | Gaius Maenius II                                                       | Marcus Foslius Flaccinator II                                    | rei gerundae causa                                                |
| 313     | 441   | Gaius Poetelius Libo Visolus eller Quintus Fabius Maximus Rullianus II | Marcus Foslius Flaccinator III eller Marcus Poetelius Libo       | rei gerundae (et clavi figendi?) causa                            |
| 312     | 442   | Gaius Sulpicius Longus                                                 | Gaius Junius Bubulcus Brutus                                     | rei gerundae causa                                                |
| 310     | 444   | Lucius Papirius Cursor II                                              | Gaius Junius Bubulcus Brutus II                                  | 309 det tredje af "diktatorårene".                                |
| 306     | 448   | Publius Cornelius Scipio Barbatus                                      | Publius Decius Mus                                               | comitiorum habendorum causa                                       |
| 302     | 452   | Gaius Junius Bubulcus Brutus                                           | Marcus Titinius                                                  |                                                                   |
| 302     | 452   | Marcus Valerius Maximus Corvus II                                      | Quintus Fabius Maximus Rullianus? Eller Marcus Aemilius Paullus? | 301 det fjerde og sidste af "diktatorårene".                      |

### 3. århundrede f.Kr
| År f.Kr | ÅrAUC | Diktator                             | Magister equitum               | Noter                                              |
| ------- | ----- | ------------------------------------ | ------------------------------ | -------------------------------------------------- |
| 287     | 467   | Quintus Hortensius mortuus est       | not recorded                   |                                                    |
| 287     | 467   | Appius Claudius Caecus?              | not recorded                   | dictator suffectus?                                |
| 285     | 469   | Marcus Aemilius Barbula?             | not recorded                   | date uncertain.                                    |
| 280     | 474   | Gnaeus Domitius Calvinus Maximus     | not recorded                   | comitiorum habendorum causa                        |
| 276     | 478   | Publius Cornelius Rufinus?           | not recorded                   | date uncertain.                                    |
| 263     | 491   | Gnaeus Fulvius Maximus Centumalus    | Quintus Marcius Philippus      | clavi figendi causa                                |
| 257     | 497   | Quintus Ogulnius Gallus              | Marcus Laetorius Plancianus    | Latinarum feriarum causa                           |
| 249     | 505   | Marcus Claudius Glicia               |                                | abdicavit                                          |
| 249     | 505   | Aulus Atilius Calatinus              | Lucius Caecilius Metellus      |                                                    |
| 246     | 508   | Tiberius Coruncanius                 | Marcus Fulvius Flaccus         | comitiorum habendorum causa                        |
| 231     | 523   | Gaius Duilius                        | Gaius Aurelius Cotta           | comitiorum habendorum causa                        |
| 224     | 530   | Lucius Caecilius Metellus            | Numerius Fabius Buteo          | comitiorum habendorum causa                        |
| 221     | 533   | Quintus Fabius Maximus Verrucosus    | Gajus Flaminius                | Usikkerhed om dato.                                |
| 217     | 537   | Quintus Fabius Maximus Verrucosus II | Marcus Minucius Rufus          | Minucius fik tildelt autoritet lig med diktatoren. |
| 217     | 537   | Lucius Veturius Philo                | Marcus Pomponius Matho         | comitiorum habendorum causa; abdicavit             |
| 216     | 538   | Marcus Junius Pera                   | Tiberius Sempronius Gracchus   |                                                    |
| 216     | 538   | Marcus Fabius Buteo                  | sine magistro equitum          | senatus legendi causa                              |
| 213     | 541   | Gaius Claudius Centho                | Quintus Fulvius Flaccus        | comitiorum habendorum causa                        |
| 210     | 544   | Quintus Fulvius Flaccus              | Publius Licinius Crassus Dives | comitiorum habendorum causa                        |
| 208     | 546   | Titus Manlius Torquatus              | Gaius Servilius Geminus        | comitiorum habendorum et ludorum faciendorum causa |
| 207     | 547   | Marcus Livius Salinator              | Quintus Caecilius Metellus     | comitiorum habendorum causa                        |
| 205     | 549   | Quintus Caecilius Metellus           | Lucius Veturius Philo          | comitiorum habendorum causa                        |
| 203     | 551   | Publius Sulpicius Galba Maximus      | Marcus Servilius Pulex Geminus | comitiorum habendorum causa                        |
| 202     | 552   | Gaius Servilius Geminus              | Publius Aelius Paetus          | comitiorum habendorum causa                        |

| År f.Kr | År AUC  | Diktator                          | Magister equitum                                                               | Noter                                                 |
| ------- | ------- | --------------------------------- | ------------------------------------------------------------------------------ | ----------------------------------------------------- |
| 82-79   | 672-675 | Lucius Cornelius Sulla Felix      | Lucius Valerius Flaccus                                                        | legibus faciendis et rei publicae constituendae causa |
| 49      | 705     | Gaius Julius Cæsar                | sine magistro equitum                                                          | rei gerundae causa                                    |
| 48      | 706     | Gaius Julius Cæsar II             | Marcus Antonius                                                                |                                                       |
| 47-44   | 707-710 | Gaius Julius Cæsar III            | Marcus Aemilius Lepidus                                                        |                                                       |
| 44      | 710     | Gaius Julius Cæsar IV occisus est | Marcus Aemilius Lepidus II Gaius Octavius Gnaeus Domitius Calvinus (non iniit) | diktator perpetuo rei publicae constituendae causa    |

## Fodnoter
1. ↑  Navnet på den første diktator er også angivet som Manius Valerius, men Livius forkaster dette til fordel for Titus Larcius Flavus med henvisning til den lov, som kun tillod konsuler at blive udnævnt som diktatorer; Valerius var endnu ikke blevet udnævnt til konsul. Robert S. Broughton følger Livius i dette.[2]
2. ↑  Ingen diktator er angivet for dette år i fasti consulares, men Lydus siger, at der var en diktator i det ottende og fyrretyvende år af Republikken. Bendel forbinder dette med historien om, at Senatet udnævnte en diktator clavi figendi causa i 363 f.Kr., fordi det havde virket til at stoppe en pest ét århundrede tidligere, og konkluderer, at Mamercus var denne diktator. Robert S. Broughton ser dette som en utilstrækkelig grund til at sige, at Mamercus var diktator i 463 f.Kr. og antyder, at Lydus har forvekslet en interrex med en diktator.[3]
3. ↑  Muligvis den samme person som Appius Claudius Crassus Regillensis, i stedet for konsulen fra 349 f.Kr.[4]
4. ↑  Navnet på magister equitum er kun bevaret i Fasti' som "SCA[.]VLA" eller "SCA[.]V[.]LA", hvilket nogle forskere har tolket som "Scapula", baseret på den efterfølgende fremkomst af Publius Cornelius Scapula, konsul i 328 f.Kr. Robert S. Broughton bemærker, at Attilio Degrassis læsning, der angiver det andet hul, ville gøre "Scapula" usandsynligt. "Scaevola", et tilnavn af gens Mucia, er muligt, men ingen Mucius Scaevola nævnes i historien fra denne periode.[5][6]
5. ↑  Navnene på diktatoren og magister equitum for dette år mangler i fasti consulares, og angives ikke eksplicit af nogle forfattere fra antikken. Ordbogen over græsk og romersk biografi og mytologi indsætter disse navne, selvom grundlaget for dem ikke er angivet.[7][8]
6. 1 2 3 4  The fasti consulares, but no other source, list four years in which there was a dictator but no consuls elected: 333, 324, 309, and 301. In each case, Livy includes the names of the dictator and magister equitum under the previous year's consuls.[9]
7. ↑  The sources for the causa of this dictator conflict. Most historians accept that Cornelius carried on the Ludi Romani games when the praetor fell ill, and attempt to explain how an annalist would have altered the records to make this a dictator rei gerundae causa.[10]
8. ↑  Maenius is one of three dictators appointed in 320, none of whom is listed as having abdicated and been replaced by another dictator.  Hartfield asserts that Maenius was not appointed for quaestionibus exercendis, to conduct a court of inquiry into conspiracies against the Republic, as described by Livy.  Instead, she concludes that he must have had a religious function, although she cannot determine precisely which causa he had, except to exclude clavi figendi.  Cornelius can only have been nominated rei gerundae causa, due to the war with the Samnites, while Manlius must have been appointed to hold the elections for the next year's magistrates.[11]
9. ↑  Livy and the fasti consulares suggest that Poetelius was dictator rei gerundae causa, but Livy preserves a source who claims that one of the consuls that year instead captured the town Poetelius was said to have captured and that his dictatorship was instead clavi figendi causa. Some modern historians do not dismiss this alternate account. Because a dictator rei gerundae causa would not have hammered in the sacred nail, Hartfield adduces that he must have been appointed dictator twice this year, if he did so. Diodorus Siculus attributes the victories credited to Gaius Poetelius Libo Visolus to "Κόιντος Φάβιος" (Quintus Fabius) instead.[12]
10. ↑  The fasti consulares list Gaius Sulpicius Longus as the dictator rei gerundae causa and Gaius Junius Bubulcus Brutus as his magister equitum, but Livy names the latter as dictator, without following his usual procedure of recording the magister equitum.[13]
11. ↑  Three dictators are known only from various literary sources. Historians date them to a period for which the fasti consulares and Livy's history are missing but nothing about their causa can be known.[14]  One of these was probably dictator suffectus after the death of Quintus Hortensius in 287 BC.  Mommsen suggested that this was Claudius.[15]
12. ↑  One of three dictators known from literary sources, but not found in the surviving portions of the consular fasti or Livy's history.  Broughton concludes that they must have held office between 292 and 285 BC, and lists them under the latest possible date.
13. ↑  The third of three dictators known from literary sources, but not found in the surviving portions of the consular fasti or Livy's history.  Although Broughton concluded that they must have held office between 292 and 285 BC, the Dictionary of Greek and Roman Biography and Mythology places Rufinus in 276, during the war with Pyrrhus, noting, however, that Niebuhr placed his dictatorship in 280, after the Battle of Heraclea.[16]
14. ↑  Nominated by the consul Publius Claudius Pulcher after the Senate had relieved him of his command following the Battle of Drepana.  Glicia was a freedman and a scribe; as such he was considered wholly unsuitable for the office and compelled to resign even before he could name his magister equitum.  The precise means by which his resignation was procured is unclear.  Aulus Atilius Calatinus was appointed in Claudius' stead.  Notwithstanding his humble origin, Glicia was recorded as dictator in the consular fasti, and continued to wear the toga praetexta as a symbol of the honour. In 236 BC, he was a legate under the consul Gaius Licinius Varus, but after granting a treaty without permission from the Senate or the consul, was handed over to the enemy, who returned him unharmed; he was then imprisoned, banished, or put to death.[17][18][19]
15. ↑  Livius fortæller, at Fabius blev udnævnt til diktator for anden gang i 217 f.Kr.. Broughton siger, at han må have været diktator under et hul i Fasti Capitolini fra 221 til 219 f.Kr., og før Livius historie genoptages i 218 f.Kr. Siden Flaminius var censor i 220 og 219 f.Kr., placerer Broughton hans embedsperiode som diktator i 221 f.Kr.[20]
16. ↑  Minucius, magister equitum, modsatte sig kraftigt diktatorens udsættelsesstrategi (fabiansk strategi) mod Hannibal og fik en plebejertribun til at foreslå en lov, der gav ham autoritet svarende til diktatorens. Nogle forskere betragter derfor Minucius som en anden diktator, mens andre beskriver ham som en magister equitum med diktatorisk imperium. Da kilder fra antikken henviser til Minucius som værende diktator, antyder de, som blot betragtede ham som magister equitum under Fabius' diktatur, at Minucius senere besad embedet i en periode, hvor Livius' historie mangler, måske for at holde comitia.[21][22]
17. ↑  This is the only instance of this causa. The Senate appointed a dictator to enroll new senators after the Battle of Cannae, instead of holding elections for new censors to carry out the same task.